# (17473) Freddiemercury
(17473) Freddiemercury est un astéroïde de la ceinture principale.

## Découverte
Il a été découvert le 21 mars 1991 par l'astronome belge Henri Debehogne à l'observatoire de La Silla.
Sa désignation provisoire (principale) était 1991 FM3. Ayant été observé une première fois le 9 novembre 1982, il avait également reçu la désignation provisoire 1982 VC9. Il reçut également la désignation 1999 JE127 lors de sa redécouverte en 1999, avant qu'il ne soit identifié comme 1991 FM3.

## Nom
Il est baptisé le 4 septembre 2016 en l'honneur de Freddie Mercury, ce qui est annoncé le lendemain à l'occasion du 70e anniversaire de la naissance du chanteur du groupe Queen. La citation du nommage est la suivante, :

« Freddie Mercury (Farrokh Bulsara, 1946-1991) était un compositeur britannique et le chanteur principal du légendaire groupe de rock Queen. Son son distinctif et sa grande amplitude vocale comptaient parmi les caractéristiques principales de ses performances d'interprète, et il est considéré comme l'un des plus grands chanteurs de rock de tous les temps. »